# بخش مرکز (شهرستان کارول، اوهایو)
بخش مرکز (به انگلیسی: Center Township) یک منطقهٔ مسکونی در ایالات متحده آمریکا است که در شهرستان کرول، اوهایو واقع شده‌است.
 بخش مرکز ۳۸٫۴ کیلومتر مربع مساحت و ۴٬۶۶۴ نفر جمعیت دارد و ۳۴۹ متر بالاتر از سطح دریا واقع شده‌است.